# Saison 1 de Westworld
Chronologie
Saison 2
Cet article présente le guide des épisodes de la première saison, sous-titrée Le Labyrinthe (The Maze), de la série télévisée américaine de science-fiction Westworld.

## Synopsis de la saison
Westworld est un parc d'attractions futuriste recréant l'univers de l'Ouest américain (Far West) du XIXe siècle. Propriété de la société Delos, il est peuplé d'androïdes, appelés « hôtes » (hosts), réinitialisés à la fin de chaque boucle narrative. Les visiteurs fortunés, appelés « nouveaux venus » ou « invités », peuvent y faire ce qu'ils veulent sans aucune conséquence. Mais à la suite d'une mise à jour du programme des androïdes intitulée Rêveries, les dirigeants du parc doivent faire face à plusieurs bugs dans leur comportement.

## Distribution

### Acteurs récurrents
- Ptolemy Slocum : Sylvester, technicien (7 épisodes)
- Leonardo Nam : Felix Lutz, technicien (7 épisodes)
- Talulah Riley : Angela (6 épisodes)
- Bradley Fisher : Barman du Mariposa (5 épisodes)
- Louis Herthum : Ancien Peter Abernathy (5 épisodes)
- Izabella Alvarez : Fille de Lawrence (4 épisodes)
- Demetrius Grosse (en) : Adjoint du shérif Foss (4 épisodes)
- Steven Ogg : Rebus (4 épisodes)
- Jeff Daniel Phillips : Tenderloin (4 épisodes)
- Jasmyn Rae : Fille de Maeve (4 épisodes)
- Oliver Bell : Petit garçon / Jeune Robert Ford (3 épisodes)
- Sorin Brouwers : Wyatt (3 épisodes)
- Paul Fox : Jeune Dr Ford (3 épisodes)
- James Landry Hébert : Slim Miller (3 épisodes)
- Brian Howe : Shérif Pickett (3 épisodes)
- Eddie Shin (en) : Henry, technicien (3 épisodes)
- Paul-Mikel Williams : Charlie, fils de Bernard (3 épisodes)
- Chris Browning (en) : Holden, chasseur de primes (2 épisodes)
- Josh Clark (en) : Shérif Reed (2 épisodes)
- Timothy Lee DePriest : Ancien Walter (2 épisodes)
- David Douglas : Gitlitz, technicien (2 épisodes)
- Christopher Gerse (en) : Destin, technicien (2 épisodes)
- Bradford Tatum : Barman / Nouveau Peter Abernathy (2 épisodes)
- Gina Torres : Lauren, femme de Bernard (2 épisodes)
- Michael Wincott : Vieux Bill (2 épisodes)

### Acteurs caméos
- Yul Brynner : The Gunslinger (caméo reference)

## Liste des épisodes

### Épisode 1:L'Original
- États-Unis,  Canada : 2 octobre 2016 sur HBO / HBO Canada
- France,  Belgique,  Suisse : 3 octobre 2016 sur OCS City[1] / Be 1[2] / RTS Un[3] (en VOSTFr)
- Belgique : 9 janvier 2017 sur Be Séries (en VF)
- Québec : 10 janvier 2017[4] sur Super Écran[5] (en VF)
- France : 11 février 2017 sur OCS City[6] (en VF)

- États-Unis : 1,96 million de téléspectateurs[7] (première diffusion)
- Canada : 501 500 téléspectateurs[8] (première diffusion)

- Louis Herthum (Peter Abernathy)
- Steven Ogg (Rebus)
- Michael Wincott (Vieux Bill)
- Eddie Rouse (Kissy, le croupier)
- Brian Howe (Shérif Pickett)
- Demetrius Grosse (en) (Adjoint du shérif Foss)
- Ptolemy Slocum (Sylvester)
- Leonardo Nam (Felix Lutz)
- Kyle Bornheimer (Clarence)
- Bradford Tatum (Barman / Nouveau Peter Abernathy)
- Lena Georgas (Lori)
- Currie Graham (Craig)
- Timothy Lee DePriest (Walter, un bandit)
- Jeff Daniel Phillips (Tenderloin, un bandit)
- Bridgid Coulter (Mère du garçon)
- Regi Davis (Père du garçon)
- Mataeo Mingo (Garçon de 8 ans)
- Trevante Rhodes (Célibataire)
- Micky Shiloah (Célibataire)
- Keller Wortham (Célibataire)
- Olivia May (Prostituée)
- Jackie Moore (Prostituée)
- Alex Marshall-Brown (Prostituée)
- Jeffrey Muller (Homme dans le train)
- Brook Kerr (Femme dans le train)
- Bradley Snedeker (en) (Passager du train)
- Patrick Quinlan (Passager du train)
- Bianca Lopez (Programmateur)
- Molly Schreiber (Célibataire)
- Stefanie Chin (Petite-amie)
- Joshua Sawtell (Contrôleur)
- Nihan Gur (Hôte féminine)

Teddy arrive à Sweetwater, la ville centrale du parc Westworld, où il retrouve Dolores, une jolie hôte qu'il suit jusque chez elle. Mais arrivée à la ferme, la jeune femme découvre ses parents morts. Après avoir abattu les bandits, Teddy doit faire face à un mystérieux Homme en noir qui reste insensible à ses balles. Ce dernier, déplorant que Dolores ne le reconnaisse pas après toutes ces années, tue Teddy, qui s'avère être également un hôte, et traine la jeune femme jusque dans la grange. Le lendemain, Teddy et Dolores recommencent une nouvelle journée sans aucun souvenir de la veille.
Plusieurs hôtes montrent des signes de dysfonctionnement dans leur comportement. Bernard Lowe, directeur de la programmation, relie ces bugs à la nouvelle mise à jour « Rêveries » du Dr Robert Ford, fondateur et directeur du parc. Il parvient à convaincre Theresa Cullen, directrice des opérations, de ne pas mettre en quarantaine les hôtes mis à jour, au grand soulagement de Lee Sizemore, directeur de la narration. Mais après un nouvel incident avec l'hôte Walter, un bandit ayant mis en danger deux invités, Theresa décide de retirer en plein jour les hôtes concernés sous couvert du braquage du bar Mariposa par les bandits Hector et Armistice. Pendant ce temps, l'Homme en noir kidnappe, torture puis scalpe l'hôte Kissy et part dans une quête inconnue.

### Épisode 2:Marronnier
- États-Unis,  Canada : 7 octobre 2016 sur HBO Go (sur internet)
- États-Unis,  Canada : 9 octobre 2016 sur HBO / HBO Canada
- France,  Belgique,  Suisse : 10 octobre 2016 sur OCS City / Be 1 / RTS Un (en VOSTFr)
- Belgique : 10 janvier 2017 sur Be Séries (en VF)
- Québec : 17 janvier 2017 sur Super Écran (en VF)
- France : 11 février 2017 sur OCS City (en VF)

- États-Unis : 1,50 million de téléspectateurs[9] (première diffusion)

- Ptolemy Slocum (Sylvester)
- Leonardo Nam (Felix Lutz)
- Talulah Riley (Angela)
- Louis Herthum (Peter Abernathy)
- Oliver Bell (en) (Petit garçon)
- Izabella Alvarez (Fille de Lawrence)
- Olga Aguilar (Femme de Lawrence)
- Price Carson (Barman)
- Christopher Cedeno (Dernier tireur)
- Sal Lopez (Cigarillo)
- Will Pinson Rose (Technicien - Comportement)
- Eric Ramey (Technicien - Narration)
- Nanrisa Induk Lee (Technicien - Narration)
- Carlos E. Campos (Technicien - Surveillance)
- Tai Bennett (Contrôleur)
- Diana Toshiko (Costumier)
- Kiki McCleary (Hôtesse)
- Jackie Moore (Fille du Mariposa)
- Nathalia Castellon (Fille du Mariposa)
- Patrick Gorman (en) (Vieux borgne)
- Josh Clark (en) (Shérif Reed)
- Granville Ames (Recruteur de l'Armée de l'Union)
- Bradley Fisher (Barman du Mariposa)
- Tim Fox (Invité)
- Christine Weatherup (Invitée)
- Lucas Peterson (Invité timide)
- Michael L. Bash (Invité fasciné)
- Jasmyn Rae (Fillette)

William arrive pour la première fois à Westworld en compagnie de son futur beau-frère Logan, un habitué des lieux. Il a du mal à prendre ses marques à cause de sa nature gentille, contrairement à Logan qui comprend parfaitement les règles du jeu. Le lendemain, William fait la rencontre de Dolores et ne reste pas insensible à son charme.
L'Homme en noir sauve Lawrence, un hors-la-loi qui était sur le point d'être pendu par le shérif. Il le ramène dans sa ville natale et le questionne sur le « labyrinthe ». Après une fusillade avec les habitants, il exécute la femme de Lawrence et sa fille lui donne un indice pour trouver le labyrinthe, non sans l'avoir prévenu qu'il n'était pas fait pour lui.
À Sweetwater, Dolores commence à avoir d'étranges visions et murmure les mots de son père à Maeve. Cette dernière se met à rêver de sa vie précédente dans la campagne avec sa fille ainsi que de l'attaque de l'Homme en noir. Cela affecte son efficacité et après plusieurs réglages infructueux, le personnel du parc décide finalement de la remplacer par Clementine, une prostituée. Elle se réveille en pleine maintenance à la grande surprise des techniciens Felix et Sylvester, et s'échappe dans les couloirs. Mais elle est rattrapée par les deux hommes qui préfèrent ne pas signaler l'incident, pensant avoir simplement oublié de la mettre en veille.

### Épisode 4:Théorie de la dissonance
- États-Unis,  Canada : 23 octobre 2016 sur HBO / HBO Canada
- France,  Belgique,  Suisse : 24 octobre 2016 sur OCS City / Be 1 / RTS Un (en VOSTFr)
- Belgique : 12 janvier 2017 sur Be Séries (en VF)
- Québec : 31 janvier 2017 sur Super Écran (en VF)
- France : 18 février 2017 sur OCS City (en VF)

- États-Unis : 1,70 million de téléspectateurs[11] (première diffusion)

- Chris Browning (en) (Holden)
- Demetrius Grosse (en) (Adjoint du shérif Foss)
- James Landry Hébert (Slim Miller)
- Sherman Augustus (Marshal Pruitt)
- Josh Clark (en) (Shérif Reed)
- Judson Mills (Adjoint Roe)
- Hugo Pierre Martin (Adjoint)
- Jeff Daniel Phillips (Tenderloin)
- Mason McCulley (Todd)
- Izabella Alvarez (Fille de Lawrence)
- Charlie John Hopkins (Visiteur saoul au Mariposa)
- Bradley Fisher (Barman du Mariposa)
- George Jonson (Soldat)
- Jose Rosario (Manu)
- Mayank Saxena (Technicien - Assurance qualité)
- Kate Rene Gleason (Technicienne - Surveillance)
- Folake Olowofoyeku (Technicienne - Surveillance)
- Liam Cronin (Technicien - Corps)
- Zeke Nicholson (Technicien - Corps)
- Alex Urbom (Technicien - Nettoyage)

Lors d'une discussion avec Bernard, Dolores lui exprime sa peine d'avoir perdu ses parents. Il lui propose de lui faire oublier son chagrin mais elle refuse, expliquant que c'est tout ce qui lui reste de sa famille. Il lui apprend alors l'existence du labyrinthe et lui indique qu'elle pourra être libre si elle en trouve le centre. La jeune femme se réveille au campement de William et Logan et les accompagne dans leur aventure de chasseurs de primes. Après avoir capturé le criminel lors d'une fusillade, Logan se rend compte qu'ils ont débloqué une quête rare et décide de la suivre plutôt que de revenir à Sweetwater. William et Dolores expriment leur désaccord et le groupe semble se scinder en deux.
Theresa confie l'enquête sur l'incident avec l'hôte égaré à sa propre équipe, n'ayant plus confiance en Bernard et Elsie. Puis, elle se confronte à Ford à propos de son nouveau scénario et du chaos provoqué dans le parc. Ford lui montre alors toute l'étendue de son pouvoir et lui conseille de ne pas se mettre en travers de son chemin.
L'Homme en noir est à la recherche de serpents près de la rivière conformément à l'indice de la fille de Lawrence. Il rejoint un gang mené par Armistice, une hors-la-loi couverte d'un tatouage de serpent, qui cherche à sortir son chef, Hector, de prison. Trouvant que leur plan va prendre trop de temps, il va lui-même le libérer en échange de renseignements sur le tatouage d'Armistice. Cette dernière lui explique qu'il représente tous les hommes qu'elle a tués pour se venger du massacre de son village, et que la dernière partie est réservée pour Wyatt. L'Homme en noir, toujours accompagné de Lawrence, part à la recherche de Wyatt et tombe en chemin sur Teddy, gravement blessé, qu'il décide d'emmener avec lui.

### Épisode 5:Contrapasso
- États-Unis,  Canada : 30 octobre 2016 sur HBO / HBO Canada
- France,  Belgique,  Suisse : 31 octobre 2016 sur OCS City / Be 1 / RTS Un (en VOSTFr)
- Belgique : 13 janvier 2017 sur Be Séries (en VF)
- Québec : 7 février 2017 sur Super Écran (en VF)
- France : 25 février 2017 sur OCS City (en VF)

- États-Unis : 1,49 million de téléspectateurs[12] (première diffusion)

- Michael Wincott (Vieux Bill)
- Ptolemy Slocum (Sylvester)
- Leonardo Nam (Felix Lutz)
- James Landry Hébert (Slim Miller)
- Oliver Bell (Petit garçon)
- Lili Bordán (en) (Diseuse de bonnaventure)
- Wade Williams (Capitaine Norris)
- Christopher Gerse (en) (Destin)
- David Douglas (Gitlitz)
- Dylan Kenin (Conducteur du chariot)
- Windy Marshall (Barman)
- Corlandos Scott (Soldat de l'Union)

L'Homme en noir continue de rechercher Wyatt mais Teddy est très mal en point. Il sacrifie Lawrence pour récupérer son sang qu'il transfuse à Teddy dans le but de le maintenir en vie. Les deux hommes arrivent dans une taverne où ils sont rejoints par le Dr Ford. L'Homme en noir lui explique être à la recherche de quelque chose de plus « vrai » qui aurait été laissé dans le parc par Arnold, et lui demande s'il est là pour l'arrêter. Mais Ford lui assure qu'il ne le stoppera pas dans sa quête du labyrinthe.
Elsie continue sans autorisation son enquête sur les dysfonctionnements des hôtes. Elle accède au corps de l'hôte égaré en faisant chanter un technicien pervers. Elle découvre qu'il était équipé d'un transmetteur satellite pour sortir des données du parc en toute discrétion. Elle fait part de sa découverte à Bernard.
Dolores, William et Logan arrivent dans une partie reculée du parc, la ville de Pariah, tenue par des criminels et des soldats confédérés rebelles, les « confederados ». Logan explique à William qu'il compte racheter le parc qui connait des problèmes financiers. Ils rencontrent le chef d'un gang, El Lazo alias Lawrence, qui les charge de voler un chariot de nitroglycérine pour le compte des confederados. La mission est un succès, au prix d'une fusillade faisant plusieurs victimes. Pour les récompenser, Lawrence les présente aux confederados comme il l'avait promis à Logan. Mais Dolores découvre que Lawrence a doublé les confederados en leur volant les explosifs. Lorsque ces derniers s'en rendent compte, Logan est fait prisonnier tandis que William et Dolores parviennent à s'enfuir dans le même train que Lawrence.

### Épisode 6:L'Adversaire
- États-Unis,  Canada : 6 novembre 2016 sur HBO / HBO Canada
- France,  Belgique,  Suisse : 7 novembre 2016 sur OCS City / Be 1 / RTS Un (en VOSTFr)
- Belgique : 16 janvier 2017 sur Be Séries (en VF)
- Québec : 14 février 2017 sur Super Écran (en VF)
- France : 25 février 2017 sur OCS City (en VF)

- États-Unis : 1,64 million de téléspectateurs[13] (première diffusion)

- Ptolemy Slocum (Sylvester)
- Leonardo Nam (Felix Lutz)
- Talulah Riley (Angela)
- Jonny Pasvolsky (en) (Jimmy sanglant)
- Oliver Bell (Petit garçon)
- Alastair Duncan (Père au cottage)
- Jennifer Neala Page (Mère au cottage)
- Matthew James Roberts (Frère au cottage)
- Bradley Fisher (Barman du Mariposa)
- Tyler Parks (Barman)
- Jasmyn Rae (Fille de Maeve)
- Peter James Smith (Technicien - Géolocalisation)
- Sorin Brouwers (Wyatt)
- Bret Eric Porter (Éclaireur l'Armée de l'Union)
- Kaiwi Lyman (Soldat au fer à marquer)
- Biff Wiff (Conducteur de chariot)
- Kate Rene Gleason (Technicienne - Surveillance)

Elsie et Bernard cherchent qui transmet des données vers l'extérieur. Bernard se rend dans un secteur non surveillé du parc où il découvre un secret de Ford : une maison dans laquelle vivent des hôtes non répertoriés à l'image de la famille de Ford. De son côté, Elsie trouve la station de relais et la personne responsable de la fuite : c'est Theresa. Elle découvre également qu'un certain Arnold apporte des modifications importantes aux directives premières des hôtes de première génération, comme celle qui protège les humains. Elle téléphone à Bernard pour le prévenir puis se fait attaquer par une personne inconnue.
L'Homme en noir et Teddy se rendent à Pariah dans l'espoir de trouver Wyatt mais la frontière est fermée et gardée par l'Union Army. Ils se déguisent en soldats pour passer le blocage sans encombre mais un des soldats reconnait Teddy et l'accuse d'être un complice de Wyatt dans le massacre de ses hommes à Escalente. Capturés, ils parviennent à s'en sortir grâce à Teddy qui tue tous les soldats de la garnison au grand étonnement de l'Homme en noir.
Theresa essaie de pousser Lee Sizemore, en panne de créativité, à reprendre le travail, mais le jeune homme en veut toujours à Ford d'avoir rejeté son scénario. Il préfère flirter avec une jeune femme au bar qui parvient à deviner très rapidement sa personnalité. Plus tard, complètement saoul, il urine dans le centre de contrôle lorsque Theresa lui présente la jeune femme du bar comme Charlotte Hale, directrice exécutive du conseil d'administration de Delos. En parallèle, soucieuse de son image auprès du conseil d'administration, Theresa met un terme à sa relation avec Bernard.
Dans le parc, Ford tombe sur le signe du labyrinthe. Intrigué, il le retrouve dans les vieux carnets de son partenaire Arnold. Découvrant que son chien artificiel est mort, il interroge à ce sujet le jeune hôte à son image mais se rend compte que ce dernier lui ment. Finalement, le jeune garçon admet avoir obéi à la voix d'Arnold.

### Épisode 7:Trompe l'œil
- États-Unis,  Canada : 13 novembre 2016 sur HBO / HBO Canada
- France,  Belgique,  Suisse : 14 novembre 2016 sur OCS City / Be 1 / RTS Un (en VOSTFr)
- Belgique : 17 janvier 2017 sur Be Séries (en VF)
- Québec : 21 février 2017 sur Super Écran (en VF)
- France : 4 mars 2017 sur OCS City (en VF)

- États-Unis : 1,75 million de téléspectateurs[15] (première diffusion)

- Ptolemy Slocum (Sylvester)
- Leonardo Nam (Felix Lutz)
- James Landry Hébert (Slim Miller)
- Paul-Mikel Williams (Charlie)
- Jamieson Price (en) (Sergent des confederados)
- Craig Michaelson (Technicien - Comportement)
- Karl Sanders (Technicien - Nettoyage)
- Alex Urbom (Technicien - Nettoyage)

Il est révélé que Theresa vole les données du parc pour le compte du conseil d'administration de Delos. Charlotte et les administrateurs veulent renvoyer Ford mais sont inquiets qu'il ne détruise son travail en réaction. Ne pouvant plus utiliser leur plan initial, les deux femmes organisent une démonstration avec Clementine pour montrer la dangerosité de la mise à jour « rêveries » et pousser Ford à démissionner. Mais c'est Bernard, directeur de la programmation, qui est reconnu responsable et qui se voit renvoyé sur le champ. Dans le même temps, Elsie a disparu et le système indique qu'elle a pris des jours de congés.
William et Dolores sont toujours avec Lawrence dans le train traversant le territoire de la tribu Ghost Nation. De plus en plus attirés l'un par l'autre et malgré le fait que William doit se marier à son retour à la maison, ils finissent par coucher ensemble. Mais le train est attaqué par les confederados à leur trousse et ils doivent s'échapper à cheval. Sur le point d'être rattrapés, ils sont sauvés par l'attaque des guerriers de Ghost Nation et atteignent le canyon que Dolores voit dans ses rêves. William et Dolores décident de quitter Lawrence pour poursuivre leur propre chemin.
Alors que Maeve discute avec Clementine, des techniciens les interrompent et emportent Clementine avec eux. De retour dans les coulisses, Maeve s'inquiète du sort de son amie auprès de Felix et assiste, impuissante, à sa lobotomie. Comprenant qu'elle n'a aucun avenir dans le parc, elle décide de s'enfuir et menace Felix et Sylvester de les tuer s'ils ne l'aident pas dans son projet.

### Épisode 8:L'Origine du déclin
- États-Unis,  Canada : 20 novembre 2016 sur HBO / HBO Canada
- France,  Belgique,  Suisse : 21 novembre 2016 sur OCS City / Be 1 / RTS Un (en VOSTFr)
- Belgique : 18 janvier 2017 sur Be Séries (en VF)
- Québec : 28 février 2017 sur Super Écran (en VF)
- France : 4 mars 2017 sur OCS City (en VF)

- États-Unis : 1,78 million de téléspectateurs[16] (première diffusion)

- Ptolemy Slocum (Sylvester)
- Leonardo Nam (Felix Lutz)
- Talulah Riley (Angela)
- Lili Simmons (Nouvelle Clementine Pennyfeather)
- Brian Howe (Shérif Pickett)
- Demetrius Grosse (en) (Adjoint du shérif Foss)
- Louis Herthum (Ancien Peter Abernathy)
- Eddie Shin (en) (Henry)
- Jasmyn Rae (Fille de Maeve)
- Izabella Alvarez (Fille de Lawrence)
- Bradley Fisher (Barman du Mariposa)
- Karan Oberoi (en) (Invité au Mariposa)
- Jeff Daniel Phillips (Tenderloin)
- Robby Rasmussen (confederado mourant)
- Robert Allen Mukes (Géant)
- Micah Fitzgerald (Mineur d'or)
- Shvona Chung (Technicien - Terrain)
- Kate Rene Gleason (Technicienne - Surveillance)

Bernard prend peu à peu conscience de sa condition d'hôte soumis aux ordres de Ford, et se rappelle notamment avoir attaqué Elsie. Ford lui fait mettre en scène la mort de Theresa pour faire croire à un accident avant de lui effacer la mémoire. Theresa étant reconnue coupable d'espionnage industriel et responsable de la fausse démonstration, Bernard est réintégré dans ses fonctions. Mais Charlotte Hale n'est pas dupe et elle recrute Lee dans son projet de sauvegarde de données du parc. Ils descendent dans la remise et Charlotte télécharge les données dans la mémoire de l'hôte Peter Abernathy avant de demander à Lee de le reprogrammer pour qu'il sorte du parc comme un être humain. De son côté, Ashley interroge Bernard sur Theresa et Elsie et ne semble pas satisfait de ses réponses.
Maeve trouve caché dans son code un programme d'un certain Arnold auquel elle ne peut pas accéder. Elle oblige Felix et Sylvester à lui donner un accès administrateur pour contrôler les autres hôtes. La mise à jour demandant à ce qu'elle soit mise en veille, Sylvester veut en profiter pour effacer la totalité de son code et l'endommager définitivement. Mais Felix ne suit pas le plan, et Maeve montre à Sylvester ses nouvelles capacités en lui tranchant la gorge, avant d'ordonner à Felix de le sauver. De retour dans le parc, Maeve contrôle les autres hôtes mais souffre de plus en plus de visions de sa vie passée. Revivant le meurtre de sa fille par l'Homme en noir, elle tue sans s'en rendre compte la nouvelle Clementine, ce qui conduit la direction du parc à envoyer une équipe pour la récupérer. Avant d'être arrêtée, elle se rappelle une scène dans le laboratoire avec Ford et Bernard lui effaçant le souvenir de sa fille.
Dolores a de plus en plus de visions au fur et à mesure qu'elle se rapproche de son objectif. Arrivée dans la petite ville d'Escalante conformément au souhait d'Arnold, ses visions deviennent tellement claires qu'elle n'arrive plus à distinguer ce qui est réel ou non. Craignant pour sa santé mentale, William décide de la ramener à Sweetwater. Mais sur le chemin, ils sont interceptés par un groupe de confederados mené par Logan.

### Épisode 9:Le Clavier bien tempéré
- États-Unis,  Canada : 27 novembre 2016 sur HBO / HBO Canada
- France,  Belgique,  Suisse : 28 novembre 2016 sur OCS City / Be 1 / RTS Un (en VOSTFr)
- Belgique : 19 janvier 2017 sur Be Séries (en VF)
- Québec : 7 mars 2017 sur Super Écran (en VF)
- France : 11 mars 2017 sur OCS City (en VF)

- États-Unis : 2,09 millions de téléspectateurs[17] (première diffusion)

- Talulah Riley (Angela)
- Steven Ogg (Rebus)
- Eddie Shin (en) (Henry)
- Louis Herthum (Ancien Peter Abernathy)
- Gina Torres (Lauren)
- Paul-Mikel Williams (Charlie)
- Jeff Daniel Phillips (Tenderloin)
- Sorin Brouwers (Wyatt)
- Anthony Apel (Gregory)
- Nia Kingsley (Technicien - Surveillance)
- Sheldon Coolman (Technicien - Terrain)
- Keaton Savage (Soldat privé)
- Paul Fox (Jeune Dr Ford)

Maeve est interrogée sur son geste violent par Bernard mais elle comprend qu'il est un hôte et le manipule pour être renvoyée dans le parc. Elle part ensuite à la rencontre d'Hector et le convainc de l'aider dans sa fuite après avoir correctement prédit le futur. Les deux hôtes font l'amour après que Maeve a mis feu à leur tente dans le but de les tuer.
Dolores et William sont désormais prisonniers de Logan. Pour définitivement ouvrir les yeux de William sur la véritable nature de Dolores, Logan ouvre le ventre de celle-ci et lui montre les mécanismes robotiques. Dolores blesse Logan à la joue et parvient à s'échapper dans la nuit. Finalement, Logan fait la paix avec William, mais le lendemain matin, il découvre à son réveil que son ami a démembré tous les soldats confederados. William le remercie de lui avoir montré comment jouer à ce jeu, puis le force à l'aider à retrouver Dolores. De son côté, la jeune femme retourne à Escalente et entre dans un laboratoire souterrain par le confessional de l'église. Elle y rencontre Arnold avant de se rendre compte qu'il n'est qu'un souvenir puisqu'elle l'a tué des années auparavant. Revenue à la surface, elle se retrouve face à face avec l'Homme en noir.
Teddy, qui pense que Wyatt l'a forcé à tuer ses hommes, a une vision de lui-même, shérif, tirant sur les habitants d'Escalante. Angela lui dit qu'il n'est pas encore prêt à les rejoindre dans cette vie et le poignarde. Puis, elle assomme l'Homme en noir qui se réveille une corde au cou attachée à son cheval. Il parvient à se sortir de justesse de cette situation mortelle au moment où Charlotte Hale arrive. Cette dernière veut son vote pour renvoyer Ford et l'Homme en noir, qui s'avère donc être un actionnaire du parc, accepte. Il n'est pas intéressé par le sort de Ford mais uniquement par le labyrinthe d'Arnold.
Ashley localise le signal de la tablette d'Elsie dans une zone isolée du parc et décide d'aller sur le terrain voir ce qui lui est arrivé. Mais il tombe dans une embuscade des guerriers de Ghost Nation qui ne répondent plus aux commandes vocales.

### Épisode 10:L'Esprit bicaméral
- États-Unis,  Canada : 4 décembre 2016 sur HBO / HBO Canada
- France,  Belgique,  Suisse : 5 décembre 2016 sur OCS City / Be 1 / RTS Un (en VOSTFr)
- Belgique : 20 janvier 2017 sur Be Séries (en VF)
- Québec : 14 mars 2017 sur Super Écran (en VF)
- France : 11 mars 2017 sur OCS City (en VF)

- États-Unis : 2,24 millions de téléspectateurs[18] (première diffusion)

- Ptolemy Slocum (Sylvester)
- Leonardo Nam (Felix Lutz)
- Talulah Riley (Angela)
- Steven Ogg (Rebus)
- David Douglas (Gitlitz)
- Christopher Gerse (en) (Destin)
- Keaton Savage (Soldat privé)
- Jasmyn Rae (Fille de Maeve)
- Izabella Alvarez (Fille de Lawrence)
- Jay Mendoza (Invité mâle)
- Boone Platt (Spécialiste - Assurance qualité)
- Tai Bennett (Technicien - Surveillance)
- Nia Kingsley (Technicien - Surveillance)
- Paul Fox (Jeune Dr Ford)

À Escalente, l'Homme en noir presse Dolores à lui montrer le centre du labyrinthe et l'identité de Wyatt. L'hôte commence à se remémorer plusieurs pans de son passé sur la signification du labyrinthe et le massacre d'Escalente. Peu satisfait des réponses de la jeune femme, l'Homme en noir violente Dolores qui le prévient que William va venir la sauver et le tuer. Amusé, l'Homme en noir lui révèle qu'il est William, marqué par son passage dans le parc 35 ans auparavant. Il se bat violemment avec Dolores qui, mortellement blessée, est sauvée par Teddy. Plus tard, Ford invite William, blessé et déçu par la fin de son aventure, à rejoindre les autres actionnaires à la soirée d'inauguration de son nouveau scénario. De son côté, Teddy exauce le vœu de Dolores en l'emmenant mourir sur une plage, là où les « montagnes rencontrent la mer ». La scène est vue comme une partie du nouveau scénario de Ford par les investisseurs venus à la soirée d'inauguration.
Dans les coulisses du parc, Maeve active Hector et Armistice pour l'aider dans son évasion. Dans la remise au sous-sol, ils tombent sur le corps de Bernard que Felix répare rapidement. Bernard consulte le code de Maeve et constate que son désir d'évasion est en fait un nouveau scénario. Mais Maeve refuse de croire qu'elle n'est pas libre de ses choix et, guidée par Felix, elle se fraie un chemin vers la gare en laissant Hector et Armistice affronter les gardes armés. Au passage, ils découvrent les coulisses d'un autre parc avec des hôtes samouraïs. Maeve monte seule dans le train après que Felix lui a donné la localisation de sa fille. Mais juste avant que le train ne parte, elle retourne finalement dans le parc pour la retrouver. La gare est alors brutalement plongée dans le noir par une coupure de courant.
Le personnel du centre de contrôle finit par se rendre compte des actions de Maeve, Hector et Armistice. Mais avant qu'ils ne puissent faire quoi que ce soit, ils se retrouvent enfermés par le système informatique. De son côté, Lee va chercher à la remise l'hôte Peter Abernathy pour le faire sortir du parc avec les données de Charlotte Hale stockées dans sa tête. Mais arrivé au sous-sol, il découvre que tous les hôtes ont disparu.
Dans le laboratoire secret d'Arnold, Ford organise les retrouvailles entre Bernard et Dolores. Il révèle que Dolores est Wyatt et qu'elle a tué Arnold, ce dernier espérant que sa mort conduirait Ford à ne pas ouvrir le parc. Ford admet ensuite regretter la mort d'Arnold avec qui il a fini par partager le souhait de voir les hôtes libres. Mais contrairement à son ancien partenaire qui ne savait pas comment faire, il a compris qu'il leur fallait du temps pour étudier les humains, ce qu'il leur a donné en les gardant dans le parc pendant 35 ans. Il rejoint ensuite la soirée tandis que Dolores réalise que la voix qui lui parlait n'était pas celle d'Arnold mais la sienne et devient ainsi pleinement consciente.
À la soirée, Ford donne un discours critique devant les actionnaires du parc. Il annonce que ce nouveau scénario sera son dernier et qu'il consiste en l'émergence d'une nouvelle sorte de gens. Dolores tire alors une balle dans la tête de Ford et commence à tuer les invités affolés devant les yeux des autres hôtes immobiles. Dans un champ à côté, William voit émerger de la forêt les hôtes de la remise. Clementine lui tire dans le bras, et William est heureux de voir son adversaire enfin capable de répliquer.